# Horakiella clelandii
Horakiella clelandii är en svampart som först beskrevs av Rodway, och fick sitt nu gällande namn av Castellano & Trappe 1992. Horakiella clelandii ingår i släktet Horakiella och familjen rottryfflar.   Inga underarter finns listade i Catalogue of Life.